# دوزهدان‌ها
 دوزهدان‌ها (نام علمی: Didelphis) نام یک سرده از تیره صاریغ است.